# Orgasmo (film 1969)
Orgasmo è un film del 1969 diretto da Umberto Lenzi.

## Trama
Una ricca vedova statunitense, Catherine West, dopo la morte del marito si ritira in una villa insieme ad una governante che detesta. Un giorno il giovane Peter Donovan chiede aiuto per l'auto in panne e da lì inizia a frequentare la villa con diverse scuse fino ad avere una relazione fugace con la vedova. Peter si dice privo di soldi e la vedova occasionalmente continua a pagare per lui. Donovan viene alla fine ospitato per una settimana nella villa della vedova, dove lo raggiunge Eva, che dice di essere la sorella. Si crea, quindi, un gioco perverso a tre in cui cade preda la vedova, dipendente da alcool e medicinali. I due la fanno impazzire somministrandole dei calmanti e la spingono al suicidio, portandola a buttarsi dal tetto. Dietro a tutto c'è un piano ben preciso, orchestrato dall'avvocato della donna, per impadronirsi del suo patrimonio ma, dopo la morte della vedova, Scotland Yard comunica all'avvocato che non ci sarà nessuna eredità e che le indagini sulla morte della West saranno riaperte, mentre ai due giovani spetterà ben altra sorte.

## Produzione
Orgasmo è il primo incontro tra il regista Umberto Lenzi e l'attrice statunitense Carroll Baker, reduce da Il dolce corpo di Deborah, di Romolo Guerrieri. La protagonista del film doveva essere Eleanor Powell, ma alla fine Lenzi scelse la Baker. In seguito Lenzi e l'attrice girarono altri gialli considerati dei classici.
La lavorazione iniziò il 4 luglio 1968 in esterni a Roma, e il film venne annunciato con il titolo Una pazza voglia di amare, che è poi quello dell'edizione francese, ma in origine il film si doveva intitolare Paranoia (e questo è il titolo della versione americana, più spinta di quella italiana, nella quale la Baker si mostra completamente nuda in alcune scene); questo titolo venne poi usato per una pellicola seguente sempre per la regia di Umberto Lenzi, con Carroll Baker e Jean Sorel, uscito nel 1970. Il titolo venne poi mutato in I perversi e poi nel finale titolo Orgasmo.
Venne girato in Italiano, mentre la Baker pronunciava le proprie battute in inglese per poi essere doppiata, come riportato nei titoli di coda, da Rita Savagnone.
Bertrand Tavernier figura nei crediti come aiuto regista, ma in realtà non ha mai lavorato al film.

### Colonna sonora
In una scena del film è presente il gruppo musicale Free Love, che esegue un brano rhythm and blues.
Il motivo musicale ricorrente nel film è Just Tell Me di Wess & the Airedales.

## Distribuzione
Il film uscì nelle sale cinematografiche italiane il 7 febbraio 1969, vietato ai minori di anni 18 per le situazioni e le scene di nudo. Il film venne ritirato dalle sale in prossimità delle festività pasquali per cui ebbe uno scarso incasso mentre all'estero, dove era uscito con il titolo originario e con meno tagli alle scene di nudo, ebbe un'ottima critica e fu maggiormente apprezzato.

## La critica
Il Corriere della Sera stroncò il film senza appello: Giovanni Grazzini lo definì infatti «deplorevole, per le cose che dice e come le dice, ma in linea con il gusto che imparenta il cinema alle riviste in busta chiusa», perché «applica banalmente alla moda delle deviazioni sessuali le antichissime ricette sulla circonvenzione dei viziosi, e vi aggiunge debiti pizzichi di orrore».